# Sundasciurus rabori
Sundasciurus rabori es una especie de roedor de la familia Sciuridae.

## Distribución geográfica
Es endémica de los montanos de la isla de Palawan (Filipinas).

## Hábitat
Su hábitat natural son: zonas tropicales o subtropicales, de bosques áridos.

## Estado de conservación
Se encuentra amenazada de extinción por la pérdida de su hábitat natural.